# Тю-э-Мю (кантон)
Тю-э-Мю (фр. Thue et Mue) (до 24 февраля 2021 года назывался Бретвиль-л’Оргейёз, фр. Bretteville-l'Orgueilleuse) — кантон во Франции, находится в регионе Нормандия, департамент Кальвадос. Расположен на территории двух округов: восемнадцать  коммун входят в состав округа Байё, восемь — в состав округа Кан.

## История
Кантон образован в результате реформы 2015 года . В него были включены отдельные коммуны упраздненных кантонов Крёлли и Тийи-сюр-Сёль.
С 1 января 2016 года состав кантона изменился: коммуны Лассон и Секвиль-ан-Бессен вошли в состав коммуны Ро.
С 1 января 2017 года состав кантона снова изменился в связи с образованием т.н. «новых» коммун: коммуны Вилье-ле-Сек, Крёлли и Сен-Габриэль-Бреси объединились в новую коммуну Крёлли-сюр-Сёль; коммуны Кулон, Кюлли, Мартраньи и Рюквиль — в новую коммуну Мулин-ан-Бессен; коммуны Амбли, Лантёй и Тьерсвиль — в новую коммуну Пон-сюр-Сёль; коммуны Бретвиль-л’Оргейёз, Бруэ, Ле-Мений-Патри, Пюто-ан-Бессен, Сент-Круа-Гран-Тон и Шё — в новую коммуну Тю-э-Мю, ставшую центром кантона.
24 февраля 2021 года указом № 2021-213 кантон переименован в Тю-э-Мю..

## Состав кантона с 1 января 2017 года
В состав кантона входят коммуны (население по данным Национального института статистики за 2018 г.):
- Бени-сюр-Мер (445 чел.)
- Бюсеэль (420 чел.)
- Ванд (326 чел.)
- Дюси-Сент-Маргерит (164 чел.)
- Жювиньи-сюр-Сёль (82 чел.)
- Карканьи (281 чел.)
- Керон (2 007 чел.)
- Коломбье-сюр-Сёль (162 чел.)
- Крёлли-сюр-Сёль (2 269 чел.)
- Кристо (217 чел.)
- Ле-Френ-Камийи (927 чел.)
- Лусель (183 чел.)
- Мулин-ан-Бессен (1 143 чел.)
- Одриё (1 078 чел.)
- Пон-сюр-Сёль (1 178 чел.)
- Ревье (559 чел.)
- Ро (2 462 чел.)
- Розель (538 чел.)
- Сен-Ва-сюр-Сёль (150 чел.)
- Сен-Манвьё-Норре (1 916 чел.)
- Тан (1 640 чел.)
- Тессель (251 чел.)
- Тийи-сюр-Сёль  (1 722 чел.)
- Тю-э-Мю (6 139 чел.)
- Фонтен-Энри (462 чел.)
- Фонтене-ле-Пенель (1 196 чел.)

## Политика
На президентских выборах 2022 г. жители кантона отдали в 1-м туре Эмманюэлю Макрону 33,9 % голосов против 21,0 % у Марин Ле Пен и 18,5 % у Жана-Люка Меланшона; во 2-м туре в кантоне победил Макрон, получивший 64,7 % голосов. (2017 год. 1 тур: Эмманюэль Макрон – 28,3 %, Франсуа Фийон – 18,8 %, Жан-Люк Меланшон – 18,5 %, Марин Ле Пен – 18,1 %; 2 тур: Макрон – 71,2 %. 2012 год. 1 тур: Франсуа Олланд — 30,5 %, Николя Саркози — 26,4 %, Марин Ле Пен — 14,7 %. 2 тур: Олланд — 54,0 %).
С 2021 года кантон в Совете департамента Кальвадос представляют вице-мэр коммуны Тю-э-Мю Мирьям Летейе (Myriam Letellier) (Разные правые) и экс-мэр коммуны Мулин-ан-Бессен Филипп Лоран (Philippe Laurent) (Республиканцы).
|                | Кандидаты                       | Партия                   | Первый тур | Первый тур     | Второй тур | Второй тур |
| Кол-во голосов | Кандидаты                       | Партия                   | % голосов  | Кол-во голосов | % голосов  |            |
| -------------- | ------------------------------- | ------------------------ | ---------- | -------------- | ---------- | ---------- |
|                | Мирьям Летейе Филипп Лоран      | Разные правые            | 1 437      | 20,07          | 3 607      | 51,09      |
|                | Натали Ривьер Франсуа Туйон     | Левый блок ― Зелёные     | 2 331      | 32,55          | 3 453      | 48,91      |
|                | Вероник Мартинес Сирил Модюи    | Разные правые            | 1 392      | 19,44          |            |            |
|                | Лорен Фремон Жиль Эри           | Национальное объединение | 1 180      | 16,48          |            |            |
|                | Бенуа Демульер Женевьев Сиризер | Прочие                   | 821        | 11,46          |            |            |

|                | Кандидаты                     | Партия                  | Первый тур | Первый тур     | Второй тур | Второй тур |
| Кол-во голосов | Кандидаты                     | Партия                  | % голосов  | Кол-во голосов | % голосов  |            |
| -------------- | ----------------------------- | ----------------------- | ---------- | -------------- | ---------- | ---------- |
|                | Филипп Лоран Вероник Мартинес | Правый блок             | 2 680      | 26,61          | 6 205      | 70,90      |
|                | Сильви Лебуа Жорж Лемаршан    | Национальный фронт      | 2 291      | 22,75          | 2 547      | 29,10      |
|                | Орели Лависс Ив Марке         | Социалистическая партия | 2 098      | 20,83          |            |            |
|                | Ноэми Тудик Франсуа Туйон     | Левый фронт             | 1 737      | 17,25          |            |            |
|                | Оливье Кено Мари-Одиль Мари   | Прочие                  | 1 264      | 12,55          |            |            |